# Mieczysław Rolnicki
Mieczysław Rolnicki (ur. 18 kwietnia 1925 we Lwowie, zm. 24 kwietnia 2016) – polski pisarz emigracyjny żydowskiego pochodzenia, mieszkający od 1957 w Izraelu.

## Życiorys
Urodził się we Lwowie w zasymilowanej rodzinie żydowskiej. Tam ukończył polską szkołę powszechną. Wybuch II wojny światowej przerwał mu naukę w gimnazjum. Po ataku III Rzeszy na Związek Radziecki w czerwcu 1941, uciekł do Warszawy, gdzie ukrywał się na aryjskich papierach. W 1943 wstąpił do Polskiej Armii Ludowej, w której służył do 1945. Po zakończeniu wojny kontynuował naukę, a w 1948 zdał maturę. W 1957 wyemigrował do Izraela.

## Twórczość
Mieczysław Rolnicki tworzy w języku polskim i okazjonalnie w hebrajskim. Jest autorem aforyzmów oraz fraszek. Od 1992 zamieszcza regularnie opowiadania w Almanachu Kontury, ukazującym się w Tel Awiwie. Drukuje również w izraelskiej prasie polskojęzycznej, m.in. w tygodniku Nowiny-Kurier. Wydał wiele książek, w tym:
- 2005: Zmyślenia
- 2004: 99 aforyzmów w dwóch językach
- 2002: Bezpłodna era
- 1999: Krzak Gorejący. Zapiski z lat 1939-44
- 1993: Aforyzmy, fraszki i myśli